# Паркер (округ, Техас)
Шаблон:StateAbbr_ 32°47′ пн. ш. 97°49′ зх. д. / 32.78° пн. ш. 97.81° зх. д.
Округ Паркер (англ. Parker County) — округ (графство) у штаті Техас, США. Ідентифікатор округу 48367.

## Історія
Округ утворений 1855 року.

## Демографія
За даними перепису 2000 року загальне населення округу становило 88495 осіб, зокрема міського населення було 30518, а сільського — 57977. Серед мешканців округу чоловіків було 45128, а жінок — 43367. В окрузі було 31131 домогосподарство, 24310 родин, які мешкали в 34084 будинках. Середній розмір родини становив 3,11.
Віковий розподіл населення поданий у таблиці:
| Стать    | До 15 років | 15-21 | 22-29 | 30-39 | 40-49 | 50-65 | 65-85 | Понад 85 |
| -------- | ----------- | ----- | ----- | ----- | ----- | ----- | ----- | -------- |
| Чоловіки | 10389       | 4724  | 3954  | 7018  | 7509  | 7397  | 3855  | 282      |
| Жінки    | 9576        | 4121  | 3482  | 6566  | 7350  | 7091  | 4526  | 655      |

## Суміжні округи
- Вайз — північ
- Таррант — схід
- Джонсон — південний схід
- Гуд — південь
- Пало-Пінто — захід
- Джек — північний захід

## Виноски
1. ↑  U.S. Decennial Census. United States Census Bureau. Архів оригіналу за 26 квітня 2015. Процитовано 6 травня 2015.
2. ↑  Texas Almanac: Population History of Counties from 1850–2010 (PDF). Texas Almanac. Архів оригіналу (PDF) за 26 лютого 2015. Процитовано 6 травня 2015.
3. ↑  State & County QuickFacts. United States Census Bureau. Архів оригіналу за 18 жовтня 2011. Процитовано 22 грудня 2013.(англ.) Наведено за англійською вікіпедією.
4. ↑  American FactFinder. Бюро перепису населення США. Архів оригіналу за 26 лютого 2012. Процитовано 31 січня 2008.

| США | Це незавершена стаття з географії США. Ви можете допомогти проєкту, виправивши або дописавши її. |